# Trần Văn Doanh
Trần Văn Doanh là một tướng lĩnh của lực lượng Công an nhân dân Việt Nam với quân hàm Thiếu tướng. Ông hiện giữ chức vụ Phó Cục trưởng Cục Cảnh sát điều tra tội phạm về ma túy, Bộ Công an Việt Nam.

## Tiểu sử
Từ tháng 10 năm 2014 đến tháng 3 năm 2017, Trần Văn Doanh là Đại tá, Phó Cục trưởng Cục Cảnh sát phòng chống tội phạm sử dụng công nghệ cao (C50), Bộ Công an.
Tháng 2 năm 2019, Trần Văn Doanh là Đại tá, Phó Cục trưởng Cục Cảnh sát điều tra tội phạm về ma túy, Bộ Công an Việt Nam.
Sau đó ít tháng ông được thăng quân hàm Thiếu tướng.
Từ tháng 7 năm 2019, Trần Văn Doanh là Thiếu tướng Công an nhân dân Việt Nam, Phó Cục trưởng Cục Cảnh sát điều tra tội phạm về ma túy, Bộ Công an Việt Nam.

## Lịch sử thụ phong quân hàm
| Năm thụ phong | –      | 2019        |
| ------------- | ------ | ----------- |
| Quân hàm      |        |             |
| Cấp bậc       | Đại tá | Thiếu tướng |